# Passive
«Passive» (с англ. — «Пассивная») — песня американской рок-группы A Perfect Circle. Песня, взятая из сайд-проекта Tapeworm под названием «Vacant», в конечном итоге была записана в студии как «Passive» группой A Perfect Circle примерно во время распада сайд-проекта. Это был второй сингл с их альбома eMOTIVe, который достиг 14-го места в чарте Billboard Mainstream Rock Songs в 2005 году.

## Предыстория
Происхождение песни восходит к песне группы под названием Tapeworm, сайд-проекту, начатому фронтменом Nine Inch Nails Трентом Резнором и рядом других музыкантов, в том числе участниками A Perfect Circle Мэйнардом Джеймсом Кинаном и Дэнни Лонером. Оригинальная версия песни была написана и записана в 1999 году под названием «Vacant». В этой версии песни музыка была написана Лонером, переделана Чарли Клоузером, текст и мелодия написаны Кинаном, а припев и бэк-вокал написаны Резнором. Однако проект столкнулся со многими задержками по ряду причин, включая творческие разногласия, конфликты по расписанию с другими соответствующими группами участников и юридические проблемы, связанные со всеми различными звукозаписывающими лейблами, с которыми участники были отдельно связаны через свои другие группы.
Поскольку проект не продвигался, Кинан решил начать исполнять песню на живых концертах для A Perfect Circle в 2000 году. В то время как Резнор выразил раздражение по поводу того, что материал дебютировал таким образом, где он в конечном итоге стал основным живым продуктом на их концертах, у группы в то время был материал только для одного альбома, Mer de Noms. Поскольку проект Tapeworm прекратил существование в 2004 году, не выпустив никаких студийных записей, песня была переделана в «Passive» с гитаристом A Perfect Circle Билли Хауэрделом и выпущена на их третьем студийном альбоме eMOTIVe, в ноябре 2004 года. Написание этой версии песни приписывают Лонеру, Кинану, Резнору и Хауэрделу.
Позже песня была выпущена в качестве второго сингла с альбома eMOTIVe в начале 2005 года. Песня также прозвучала в супергеройском фильме 2005 года «Константин: Повелитель тьмы»; сценами оттуда дополняется видеоряд в музыкальном видеоклипе. Как спецэффекты фильма, так и музыкальное видео были сняты режиссёрами братьями Штраузе. Клип был включён в DVD-издание фильма.

## Позиции в чартах
| Чарт (2005)                      | Высшая позиция |
| -------------------------------- | -------------- |
| США (Mainstream Rock, Billboard) | 14             |
| США (Modern Rock, Billboard)     | 14             |

## Список композиций
| №  | Название                        | Длительность |
| -- | ------------------------------- | ------------ |
| 1. | «Passive (Radio Edit)»          | 3:59         |
| 2. | «Passive (Album Version Clean)» | 4:09         |